# Feliks Słonicki
Feliks Słonicki (ur. 26 października 1879 w Zawadach koło Łomży, zm. 12 grudnia 1949 w Płocku) – polski duchowny katolicki, scholastyk kapituły płockiej, wykładowca i rektor Wyższego Seminarium Duchownego w Płocku.
Był synem Stefana i Anny z Marczaków, którzy prowadzili w Zawadach nieduże gospodarstwo rolne; wkrótce po narodzinach Feliksa rodzina przeniosła się do nieodległego Bronowa. Słonicki wychowywał się w atmosferze patriotycznej, m.in. dzięki opowieściom ojca, weterana powstania styczniowego. Przez pewien czas pobierał nauki prywatne u nauczyciela w Bronowie, potem uczęszczał do szkoły w Łomży. W 1899 rozpoczął studia w seminarium duchownym w Płocku. Święcenia kapłańskie otrzymał 3 września 1905 z rąk ówczesnego ordynariusza płockiego Apolinarego Wnukowskiego.
Po święceniach diecezjalni zwierzchnicy skierowali go na dalsze studia do Akademii Duchownej w Petersburgu, ale trudności ze strony władz carskich opóźniły wyjazd o kilka lat. W tym czasie Słonicki pełnił posługę wikariusza w Klukowie, Bielsku i przy katedrze płockiej, był kapelanem więziennym, prefektem w progimnazjum Topolińskiego, urzędnikiem konsystorza. Ostatecznie wyjechał do Petersburga w 1907 i po czterech latach uzyskał magisterium teologii. Udał się wówczas do Rzymu i w Papieskim Instytucie Biblijnym zgłębiał nauki biblijne, wieńcząc w 1914 studia tytułem licencjata. Zarówno w latach petersburskich, jak i potem rzymskich, odbył szereg podróży po Rosji i krajach Europy Zachodniej. Ze względu na zakazy władz carskich dotyczących wyjazdów na studia zagraniczne, w Rzymie posługiwał się nazwiskiem Felice Constantini.
W 1914 podjął wykłady w Seminarium Duchownym w Płocku. Prowadził zajęcia z przedmiotów biblijnych, zastępczo także z pedagogiki, ascetyki, teologii pastoralnej. W latach 1918–1933 pełnił posługę kapelana garnizonu płockiego. Ponadto wykonywał obowiązki egzaminatora synodalnego, sędziego sądu biskupiego, cenzora książek religijnych. Był też profesorem i dyrektorem Diecezjalnego Instytutu Wyższej Kultury Religijnej w Płocku. Otrzymał kilka godności kościelnych – szambelana papieskiego (1925), kanonika teologa kapituły płockiej (1933), prałata domowego Jego Świątobliwości (1939).
W chwili wybuchu wojny przebywał w Płocku, przygotowując z innymi profesorami seminarium nowy rok akademicki. W listopadzie 1939 został aresztowany przez Niemców i przez kilka dni w miejscowym więzieniu był przetrzymywany w charakterze zakładnika. Po przejęciu gmachu seminaryjnego przez Niemców w grudniu tegoż roku, za zgodą ordynariusza wyjechał z Płocka i osiadł w podwarszawskim Międzylesiu. Był tam kapelanem Sióstr Rodziny Maryi, pomagał księżom w pracy duszpasterskiej, prowadził rekolekcje. Nie uczestniczył regularnie w zorganizowanej działalności konspiracyjnej, chociaż wygłaszał konspiracyjne wykłady dla alumnów. W sierpniu 1944 został wysiedlony, jakiś czas przebywał w obozie w Pruszkowie, końca wojny doczekał w Grodzisku Mazowieckim.
Już wiosną 1945 odebrał nominację administratora diecezji płockiej ks. Stanisława Figielskiego na rektora Seminarium Duchownego w Płocku. Powrót Słonickiego do Płocka opóźnił się nieco przez wypadek w Warszawie – na wóz, którym jechał duchowny z siostrzeńcem i trzema innymi osobami, zawaliła się ściana zniszczonego budynku; siostrzeniec został ranny, pozostałe osoby poniosły śmierć, jedynie ksiądz uniknął poważniejszych obrażeń, gdyż trafił na niego pusty otwór okienny. Po kilkutygodniowym okresie potrzebnym dla rekonwalescencji krewnego Słonicki objął w maju 1945 funkcję rektora płockiego seminarium. Przyszło mu kierować uczelnią w trudnym czasie, zarówno ze względu na potrzeby odbudowy powojennej, jak i stosunek ówczesnych władz państwowych do Kościoła. Z misji organizacji na nowo życia seminaryjnego wywiązał się z powodzeniem, zyskując szacunek i przywiązanie ze strony alumnów, a także profesorów. W 1947 otrzymał godność prałata-scholastyka kapituły płockiej.
Na stanowisku rektora pozostawał do końca życia. Przez lata cieszył się dobrym zdrowiem, dopiero na kilka miesięcy przed śmiercią zaczął uskarżać się na ból nogi; wskutek błędnej diagnozy leczony był na zapalenie stawów, w rzeczywistości dotknęła go choroba nowotworowa.  Pochowany został w Płocku na cmentarzu parafialnym. 